# Caiçara (Rio Grande do Sul)
Caiçara é um município do estado do Rio Grande do Sul, no Brasil.

## Etimologia
"Caiçara" provém do tupi antigo ka'aysá (ou ka'aysara), que designava uma cerca rústica feita de galhos de árvores.

## Geografia
É um município que faz parte da Microrregião de Frederico Westphalen. Localiza-se a uma latitude 27º16'28" sul e a uma longitude 53º25'56" oeste, estando a uma altitude de 583 metros. Possui uma área de 189,45 quilômetros quadrados e sua população estimada em 2018 foi de 4.788 habitantes. Conta com as águas do rio Uruguai e faz divisa fluvial com o estado de Santa Catarina.

## História
Habitada originalmente por índios e, posteriormente, caboclos, a região começou  ser chamada de "Lagoa da Figueira", em referência a uma lagoa e a uma figueira que proporcionavam água e sombra aos viajantes. Por volta de 1922, a região começou a ser ocupada por migrantes de ascendência europeia provenientes de outras regiões do estado, principalmente de Santa Maria. Em 1948, o então povoado de Caiçara foi elevado à condição de distrito pertencente ao município de Iraí. Em 1954, o distrito passou a pertencer ao município de Frederico Westphalen. Em 1965, foi elevado à condição de município.